# Francesco Attolico
Francesco Attolico (ur. 23 marca 1963 w Bari) – włoski piłkarz wodny, bramkarz, dwukrotny medalista olimpijski.
Mierzący 193 cm wzrostu zawodnik w 1992 w Barcelonie wspólnie z kolegami został mistrzem olimpijskim. Cztery lata później znalazł się wśród brązowych medalistów igrzysk. Brał także udział w IO 2000. Był mistrzem Europy w 1993 i 1995. W 1994 triumfował na mistrzostwach świata. Był mistrzem Włoch, dwukrotnie z Pescarą (1997 i 1998), raz z Posillipo. Karierę zakończył w 2001.